# AnyDVD
O AnyDVD é um programa do Windows que permite a decriptação de DVDs instantaneamente, assim como remove as proteções de cópia e operações proibidas de usuário (UOPs). Com uma atualização, também faz o mesmo com discos em HD DVD e Blu-ray.
O programa roda no tray do sistema, tornando o sistema irrestrito e a região-livre dos discos. Em adição à remoção de restrições digitais, o AnyDVD também consegue contornar a proteção analógica de cópia da Macrovision. Esta proteção distorce o sinal do vídeo de maneira que previne a cópia em alta qualidade. O AnyDVD também é capaz de remover a proteção de cópia de CDs de áudio.
A partir da versão 6.1.4.3, possui um ripador revisado que também removia as proteções ARccOS, da Sony, e RipGuard, da Macrovision, assim como outras prevenções estruturais, reparando ao mesmo tempo erros intencionais ou não na masterização dos discos. Garantindo assim uma compatibilidade estrita com ferramentas de terceiros, particularmente o DVD Shrink e Nero Recode.
O módulo de decriptação é baseado no código do programa CloneDVD, da empresa Elaborate Bytes. Versões anteriores utilizavam um copiador baseado na FixVTS, mas a mesma teve suas operações encerradas após ameaças legais da Sony.

## Características técnicas avançadas
No dia 17 de Fevereiro de 2007, a SlySoft lançou o AnyDVD HD. O programa vinha com a mesma funcionalidade do AnyDVD, mas com recursos adicionais para suporte integral de HD DVD, incluindo decriptação de discos HD DVD criptografados com AACS.
O suporte à criptografia AACS e a remoção do Código de Regiões de discos em Blu-ray foi adicionado na versão 6.1.3.0, lançada em 5 de Março de 2007.
Além de lidar com complicações na cópia de DVDs, o AnyDVD tem a habilidade de ficar na barra de tarefas (tray) do Windows e automaticamente detectar e remover sessões adicionais de dados contidas em CDs de áudio que possuam prevenções anticópia. Isso permite que seja feito um acesso direto no sistema às faixas atuais de áudio, para reprodução instantânea e por programas de extração de CDs.
Erros intencionais de leitura no áudio também podem ser descobertos, por exemplo, relacionados com o key2AudioXS, que geralmente causa várias distorções de faixas pulando nas faixas de áudio copiadas, mesmo quando sessões adicionais de dados haviam sido ignoradas.
O AnyDVD também pode contornar esses métodos, de maneira que tudo esteja limpo: a reprodução, livre de distorções, e a cópia.
Em 19 de Março de 2008, a SlySoft lançou a versão 6.4.0.0 do AnyDVD HD, que remove a proteção BD+ também.
Alguns programas, encarregados de reproduzir Blu-rays, também removeram a habilidade de reprodução dos mesmos se estiverem em pastas de um disco rígido. O AnyDVD HD em resposta incluiu a habilidade de copiar os filmes em formato ISO.

## Problemas legais
O AnyDVD foi considerado ilegal na Alemanha, já que remove a proteção de cópia dos DVDs.
O portal Heise News foi processado pela indústria por ter feito menção ao endereço do site da SlySoft num noticiário, tendo respondido também juridicamente, alegando que seu direito constitucional de liberdade de imprensa havia sido violado, e ao menos até Abril de 2007 havia perdido duas apelações.
A Corte de Constitucional Federal da Alemanha decidiu não julgar a apelação do portal Heise até esse momento porque os remédios legais nas cortes ordinárias não haviam sido exauridos.
O status legal do AnyDVD em outros países é incerto.
O site oficial da empresa encerrou suas atividades em 24 de Fevereiro de 2016. Dias antes foi noticiado que um grupo de estúdios de Hollywood e parceiros de tecnologia, como a Warner Bros, Disney, Microsoft e Intel,  havia solicitado a intervenção do Representante Comercial dos Estados Unidos (USTR) contra o software. Não foi divulgado se o motivo exato do fechamento se deveu apenas a estas pressões legais.
Os desenvolvedores do programa revelaram posteriormente não estar situados em Antígua, onde a Slysoft alegou se encontrar, e que a empresa não estava envolvida em negociações legais com a AACS-LA (Administração de Licenciamento do Sistema Avançado de Acesso a Conteúdo, responsável pela tecnologia anticópia AACS, do HD-DVD e Blu-Ray), bem como membros-chave ainda possuem acesso à infraestrutura técnica que permite a continuidade do programa. Posteriormente, a versão 7.6.9.1 (e subsequentes) foram lançadas, agora por meio do domínio de Belize/Letônia intitulado "RedFox".